# Coupole décagonale
Pour les articles homonymes, voir Coupole (homonymie).
La coupole décagonale est une figure géométrique faisant partie des solides de Johnson (J5). 
Elle peut être obtenue comme étant une tranche de petit rhombicosidodécaèdre.
Il a douze faces : c'est un dodécaèdre.